# ستوكبورت كونتي
ستوكبورت كونتي، نادي كرة قدم إنجليزي، تأسس في 1883، يلعب في دوري الدرجة الأولى الإنجليزي.